# Ryszard Męclewski
Ryszard Męclewski (ur. 15 października 1926 r. w Łazach, zm. 15 marca 1999 r. we Wrocławiu) – polski fizyk, wykładowca  Uniwersytetu Wrocławskiego.

## Życiorys
Urodzony 15 października 1926 r. w Łazach. Studia w zakresie fizyki ukończył w 1952 r., 10 lat później doktoryzował się, a w 1971 r. uzyskał habilitację. W 1977 r. został mianowany profesorem nadzwyczajnym, a 11 lat później uzyskał nominację na profesora zwyczajnego. Od 1950 r. był pracownikiem Uniwersytetu Wrocławskiego, najpierw w Katedrze Fizyki Doświadczalnej (1950–1977), gdzie doszedł do stanowiska docenta, a następnie jako kierownik Zakładu Fizyki Atomu i Cząsteczki Instytutu Fizyki Doświadczalnej (1973–1975) i Zakładu Elektroniki Emisyjnej IFD (1975–1998). Ponadto sprawował funkcję prodziekana Wydziału Matematyki, Fizyki i Chemii
Prowadził stałą współpracę z Uniwersytetem w Lipsku (1963–1993), National Bureau of Standards w Waszyngtonie (1970–1988) i Uniwersytetem Rutgersa (1991–1995). Udzielał się jako wiceprzewodniczący wrocławskiego oddziału Polskiego Towarzystwa Fizycznego (1975–1978), należał też do Polskiego Towarzystwa Próżniowego. Autor lub współautor ok. 120 publikacji naukowych, uznawany za współtwórcę polskiej szkoły fizyki powierzchni. 
Zmarł 15 marca 1999 r. we Wrocławiu. Pochowany na cmentarzu św. Wawrzyńca we Wrocławiu.

## Odznaczenia
- Krzyż Kawalerski Orderu Odrodzenia Polski[2]
- Krzyż Oficerski Orderu Odrodzenia Polski[1]
- Złoty Krzyż Zasługi[2]
- Medal Komisji Edukacji Narodowej[2]
- nagroda Ministra Nauki, Szkolnictwa Wyższego i Techniki (trzykrotnie)